# Dschalal ad-Din (Choresm-Schah)

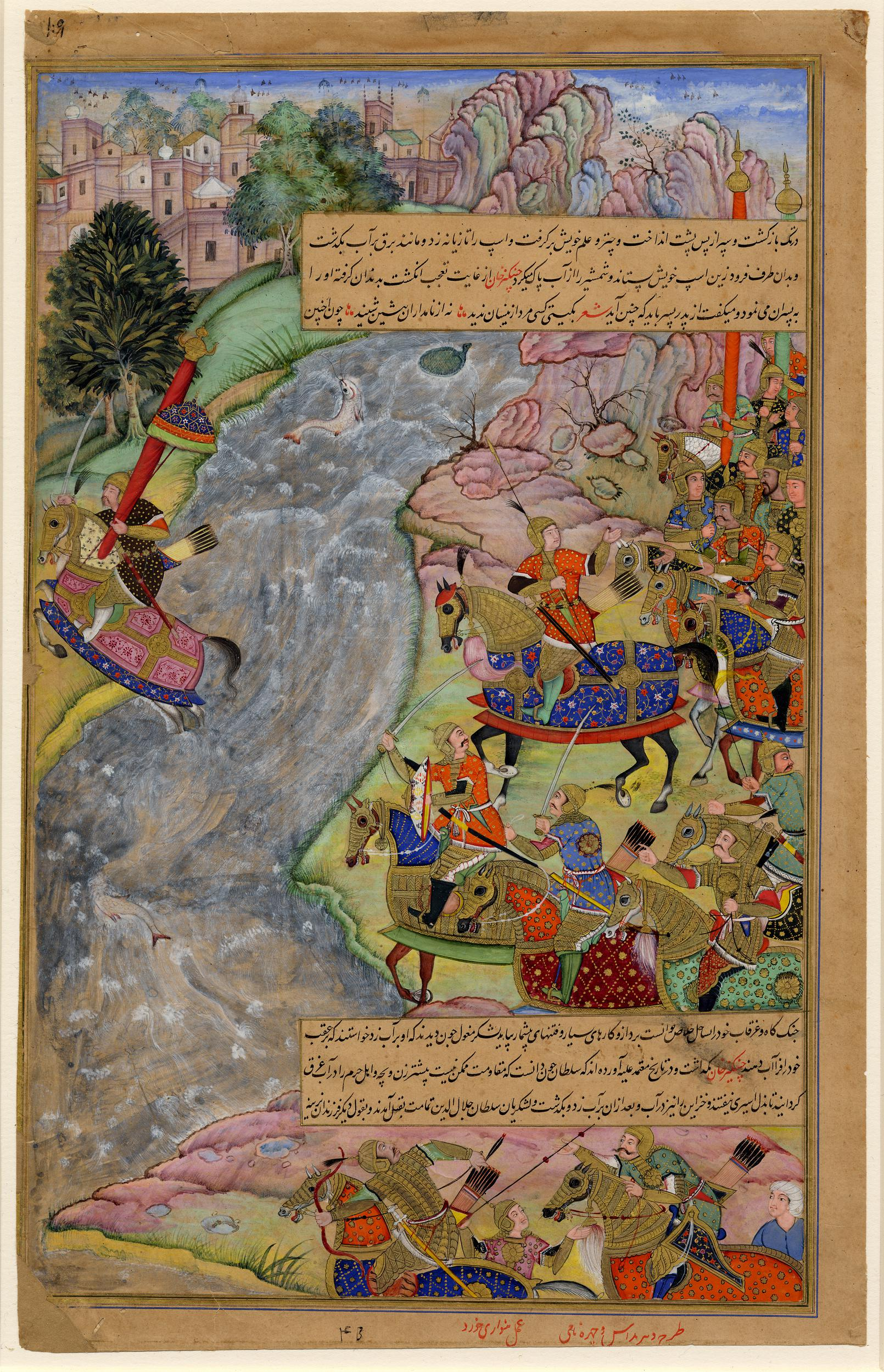
Dschalal ad-Din (links) flieht vor der Armee Dschingis Khans über den Indus (Miniatur vom Ende des 16. Jahrhunderts).

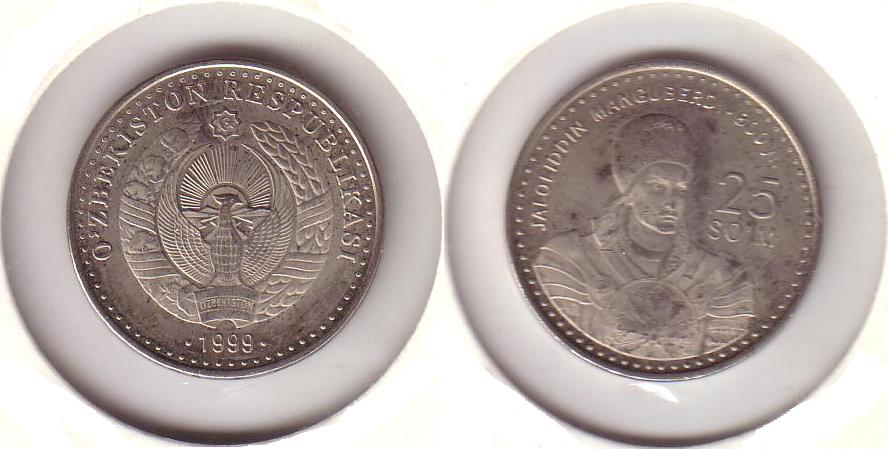
Dschalal ad-Din Mengübirti (Jaloliddin Manguberdi) auf einer usbekischen 25-Soʻm-Münze.

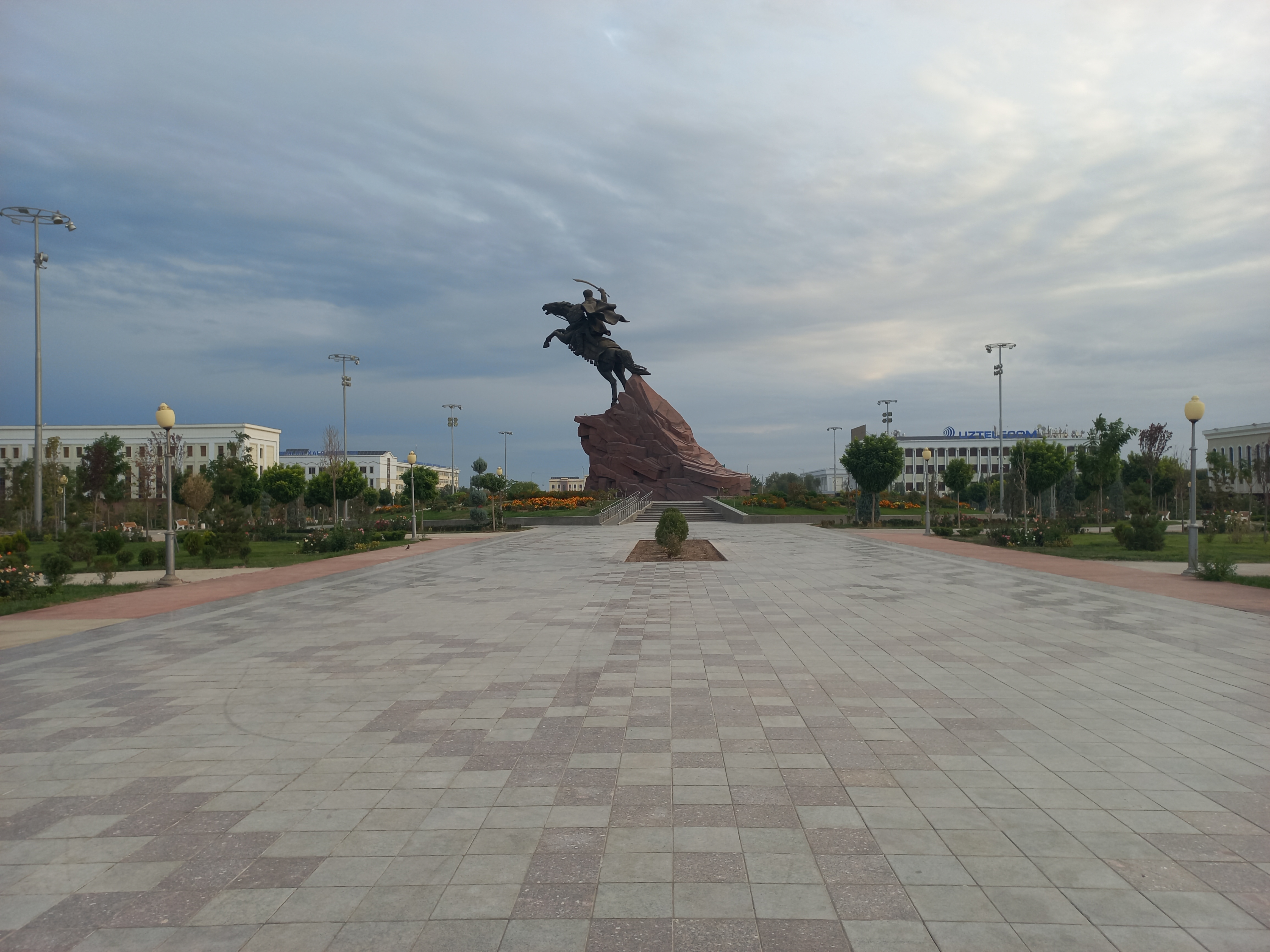
Denkmal in Urganch

Dschalal ad-Dunja wa-d-Din Abu l-Musaffar Mengübirti (arabisch جلال الدنيا والدين أبو المظفر منكبرتي; DMG Ǧalāl ad-Dunyā wa-ʼd-Dīn Abū ʼl-Muẓaffar Mengübirtī; † August 1231) war der letzte Choresm-Schah aus der Dynastie der Anuschteginiden. Er selbst nannte sich Sultan (as-sulṭān al-muʿaẓẓam oder as-sulṭān al-aʿẓam). Die Bedeutung des Namens Mengübirti ist nicht ganz sicher. Peter Jackson schlägt als Übersetzung „Der mit Tausend Mann“ vor, was ein Äquivalent des persischen Hazārmard wäre.

## Leben
1220 war das Großreich der anuschteginidischen Choresm-Schahs unter den Schlägen der Mongolen zerbrochen und Schah Muhammad II. auf der Flucht verstorben. Fest entschlossen, das väterliche Erbe zu retten, versuchte nun Muhammads ältester Sohn und Nachfolger Dschalal ad-Din, den Mongoleneinfall doch noch zu stoppen und stellte – nachdem er aus Choresm geflohen war und in Nordchorasan einen mongolischen Wachposten überwältigt hatte – in Ghazna eine neue Armee (ca. 60.000 Mann) auf. Tatsächlich gelang es ihm, 1221 nahe Parvān ein Heer Dschingis Khans zu schlagen, sodass sich der Großkhan veranlasst sah, persönlich mit seiner Hauptstreitmacht nach Süden zu ziehen. Von der Hälfte seiner Truppen im Stich gelassen, blieb Sultan Dschalal ad-Din nichts anderes übrig, als in Richtung Indien zu fliehen, doch konnten ihn die Mongolen am Ufer des Indus einholen, woraufhin es zu einer gewaltigen Schlacht kam (Herbst 1221). Dschalal ad-Dins Heer wurde zwar vernichtend geschlagen, doch gelang es dem Sultan zumindest, sein eigenes Leben zu retten, indem er mit seinem Pferd durch den Indus trieb und so in den Nordwesten Indiens entkam, wo er die nächsten zwei Jahre (1222–23) im Exil verbrachte. Dabei schaffte er es, bald wieder eine kleine Armee um sich zu scharen, mit der er mehrfach gegen indische Lokalfürsten (v. a. im Salzgebirge) kämpfte und sich so ein kleines Reich in Punjab und Sindh schuf. Da er aber nach wie vor von mongolischen Truppen gesucht wurde, Verhandlungen mit Iltutmish, dem Sultan von Delhi, erfolglos blieben und ihn die Nachricht erreichte, dass sich sein (letzter überlebender) Bruder Ghijath ad-Din Pir-Schah zwischenzeitlich zum Herrscher des persischen Iraks aufgeschwungen hatte, entschloss sich Dschalal ad-Din, Indien wieder zu verlassen und zog Anfang 1224 mit seiner Armee nach Westiran.
Nachdem er die Herrscher von Kirman (die Qutlughchaniden) und Fars (die Salghuriden) zu seinen Vasallen gemacht, Ghijath ad-Din gestürzt und sich so ein neues Reich geschaffen hatte, drang Sultan Dschalal ad-Din dann im Frühjahr 1225 via Chusistan auf das Territorium des Abbasidenkalifats vor und bedrohte sogar (wie einst sein Vater) Bagdad, bevor er wieder abzog, um noch im selben Jahr die Eldigüsiden zu stürzen und ganz Aserbaidschan zu erobern. Täbris diente ihm seitdem als Hauptstadt.
Um die gewaltigen finanziellen Mittel, die der Kampf gegen die Mongolen verschlang, aufbringen zu können, versuchte er den reichsten Staat Vorderasiens, Georgien, in seine Gewalt zu bringen. Bei Garni in Armenien kam es 1225 zur Schlacht, in der das georgische Heer eine schwere Niederlage erlitt. Dabei sollen etwa 30.000 Mann 120.000 Choresmiern gegenübergestanden haben. Der Weg nach Tiflis stand Dschalal ad-Din offen. Da aber in Aserbaidschan Aufstände ausbrachen, konnte Dschalal ad-Din seinen Sieg nicht sofort nutzen. Nachdem er die Aufstände niedergeschlagen hatte, rückte er nach mehreren siegreichen Gefechten nach Tiflis vor. Königin Rusudan hatte auf den Rat der Fürsten die Stadt verlassen und sich über das Lichi-Gebirge nach Westgeorgien zurückgezogen. Am 9. März 1226 fiel Tiflis in die Hände der Choresmier, die die Stadt plünderten und reiche Beute machten. 100.000 Einwohner sollen den Massakern zum Opfer gefallen sein.
Als Dschalal ad-Din einen Krieg gegen das aiyubidische Ahlat begann, erlitt er eine Niederlage. Diese nutzten die Georgier, um Tiflis 1227 zurückzuerobern. Eilig begab sich der choresmische Sultan mit seiner Armee nach Georgien. Da die georgischen Truppen in Tiflis zu schwach waren, um die Stadt zu verteidigen, zündeten sie Tiflis an und zogen sich zurück.
1228 erlitt Dschalal ad-Din mehrere Niederlagen gegen die Mongolen. Deshalb versuchte er eine Allianz mit dem Kalifen von Bagdad und dem Sultan von Ahlat. Doch hatte der Sultan in Kriegen gegen seine islamischen Glaubensgenossen dermaßen gewütet, dass diese eher bereit waren, mit dem christlichen Georgien zusammenzuarbeiten.
1228/29 gelang es den Choresmiern, die Pässe von Derbent zu besetzen. Als sie auf dem Rückweg am Sewansee in zwei Heeresteilen lagerten, gelang es dem georgischen Heer, den westlichen Heeresteil durch einen nächtlichen Überraschungsangriff zu vernichten, worauf sich der östliche geordnet zurückzog.
Im Gegenschlag begann Dschalal ad-Din 1229 einen neuen Feldzug gegen Georgien. Königin Rusudan versuchte alle verfügbaren Truppen zusammenzuziehen, verstärkt durch Kyptschaken, ossetische Kontingente und Krieger der Bergstämme. Bei Bolnissi stießen beide Heere zusammen. Nach langem Kampf fiel die Entscheidung zugunsten der Choresmier, als die Kiptschaken zu ihnen überliefen. Danach belagerte Dschalal ad-Din die Festungen Gagi und Kvarin. Da die Belagerung mehr als drei Monate dauerte, begnügte er sich mit einem Lösegeld und verließ im Herbst 1229 Georgien für immer.
Am 14. April 1230 eroberte er das aiyubidische Ahlat, was ihm 1226 und 1229 nicht gelungen war. Doch der Koalition von Ayyubiden und Rum-Seldschuken war er nicht gewachsen.
Am 10. August 1230 unterlag Dschalal ad-Din gegen Kai Kobad I. in der Schlacht von Yassı Çemen in Erzincan und wurde so gezwungen, Ahlat zu räumen und sich nach Diyarbakır zurückzuziehen. Zu allem Unglück wurden jetzt auch noch die Mongolen unter Chormagan aktiv und fügten ihm im Winter 1230/31 eine Niederlage zu und begannen seine Besitzungen in Aserbaidschan zu erobern. Am 17. August 1231 erlitt er eine endgültige Niederlage: Auf der Flucht wurde er in einem kurdischen Dorf ermordet. Die Gründe sind nicht ganz klar, wahrscheinlich aus Rache oder aus Streit über eine Beute.
Seine Anhänger verwüsteten noch jahrelang seldschukisches Gebiet in al Dschasira und Syrien. Sie nannten sich Chwarezmiya. Der aiyubidische Sultan von Ägypten, as-Salih Ayyub, heuerte sie mehrfach an und konnte mit ihrer Waffenhilfe seinen Onkel as-Salih Ismail besiegen und 1244 sogar Jerusalem den Kreuzfahrern entreißen. Die Chwarezmiya dienten auch als Söldner der Mamluken-Sultane von Ägypten, bevor sie von Mansur Ibrahim Jahre später endgültig besiegt wurden.